# Kōsuke
Kōsuke (jap. こうすけ, コウスケ) – męskie imię japońskie.

## Możliwa pisownia
Kōsuke można zapisać używając wielu różnych znaków kanji i może znaczyć m.in.:
- 孝介, „synowskie oddanie, pośredniczyć”
- 孝亮, „synowskie oddanie,
- 康介, „spokojny, pośredniczyć”
- 公介, „publiczny, pośredniczyć”
- 光佑, „światło, ochrona”
- 広祐, „szeroki, ochrona”
- 浩輔, „obfitość, pomoc”
- 耕助, „pielęgnować, wsparcie”

## Znane osoby
- Kōsuke Atari (孝介), japoński piosenkarz
- Kōsuke Fujishima (康介), japoński mangaka
- Kōsuke Hagino (公介), japoński pływak
- Kōsuke Kitajima (康介), japoński pływak
- Kōsuke Kimura (光佑), japoński piłkarz
- Kōsuke Matsuura (孝亮), japoński kierowca rajdowy
- Kōsuke Ōta (宏介), japoński piłkarz
- Kōsuke Saitō (広祐), japoński DJ i kompozytor
- Kōsuke Toriumi (浩輔), japoński seiyū

## Fikcyjne postacie
- Kōsuke Kindaichi (耕助), fikcyjny detektyw stworzony przez Seishi'egi Yokomizo